# Servicio pasante
En tránsito, un servicio pasante es un servicio con un mismo vehículo que pasa de una línea, red u operador a otra de manera regular y planificada, y un pasajero puede permanecer a bordo en ese cambio. Puede ocurrir de las siguientes formas:
- Un servicio en el que el vehículo se mueve entre líneas con diferente tipo de infraestructura. Por ejemplo, un vehículo que pasa de un ferrocarril de cercanías a un ferrocarril de metro o los trenes-tranvía. Esto ocurre a veces con el Transcantábrico, que comienza en las vías de ETS en San Sebastián y cambia a las de Adif en Basurto.
- Un servicio en el que el vehículo cambia de número de línea durante el trayecto sin necesidad de que los pasajeros desembarquen. Por ejemplo, al llegar a la estación de Bilbao, algunos trenes de la E1 de Euskotren continúan hasta Lezama como trenes de la línea E3. Asimismo, algunos trenes de AVE de Renfe de la línea Madrid-Barcelona prosiguen hasta Figueres como AVANT.

En este sentido, los servicios pasantes se diferencian de las líneas diametrales principalmente por la señalización. Mientras las líneas diametrales se consideran una sola línea, las pasantes son dos líneas separadas que comparten un mismo vehículo. Las pasantes ofrecen más flexibilidad de horarios, ya que se pueden añadir servicios a ambos lados del diámetro asimétricamente, ya que son líneas separadas. En cambio, son más difíciles de interpretar para nuevos usuarios. Además, en ocasiones, los servicios pasantes cambian durante el viaje. Así, un tren que circula en la línea A-B y que estaba programado para esperar en B y recorrer la ruta B-C podría cambiar durante el trayecto A-B a estar programado para salir hacia la ruta B-D, puesto que el tren que debía cubrir esa ruta va con retraso. Estos cambios sobre la marcha ofrecen flexibilidad operativa y amortiguan los retrasos en la red.
En ocasiones, se usa el término pasante para referirse a una estación no terminal, en especial cuando se remodela una estación terminal para ser pasante, como la pasante de Atocha.

## Transporte ferroviario
En términos operativos, un tren pasante es un tren que circula por diferentes líneas ferroviarias, y en raras ocasiones también entre distintos operadores. Generalmente, esto se logra a través de una infraestructura compatible: mismo ancho de vía (aunque existen trenes de ancho variable, tienden a ser caros), mismo gálibo de túneles y puentes, mismo peso máximo (o al menos compatibles con el tren), compatibilidad de señalización, dimensiones de las estaciones de tren (para evitar daños al material rodante) y misma electrificación. La terminología exacta (y la definición) varían según el uso; en el Reino Unido, National Rail considera que un tren pasante es uno que puede utilizar un pasajero para realizar todo su recorrido sin cambiar de tren.
El hecho de que un tren circule por diferentes líneas, o incluso por vías de distintos administradores, puede no ser obvio si opera dentro de la misma red desde la perspectiva de un pasajero. Por ejemplo, en China los trenes suelen viajar entre líneas para dar servicio a diferentes destinos, pero solo cuando implica un cambio de número de tren como resultado de cambiar de una línea ascendente a otra descendente, o viceversa (ver más abajo), es obvio para el pasajero.

### Australia
- Melbourne: las líneas Weribee y Williamstown del metro de Melbourne suelen operar hasta la línea Frankston, pasando por la central de Flinders Street.
- Perth: las líneas de Yanchep y Midland de Transperth suelen operar hasta la Mandurah y Fremantle respectivamente, pasando por la central de Perth.
- Brisbane: la línea de Northside suele operar hasta la Southside, pasando por la central de Roma Street.

### Canadá
- Toronto: Las líneas Lakeshore East y Lakeshore West de GO Transit suelen estar interconectadas entre sí a través del corredor ferroviario de Union Station.
- El servicio Maple Leaf de Amtrak y Via Rail entre Toronto y la ciudad de Nueva York es operado por Via Rail entre Toronto y las Cataratas del Niágara, y por Amtrak entre las Cataratas del Niágara y Nueva York, operando como un servicio de paso único. Normalmente los pasajeros deben desembarcar en la frontera para pasar por inmigración y aduanas. En ese momento, los vagones no cambian, pero sí las locomotoras.

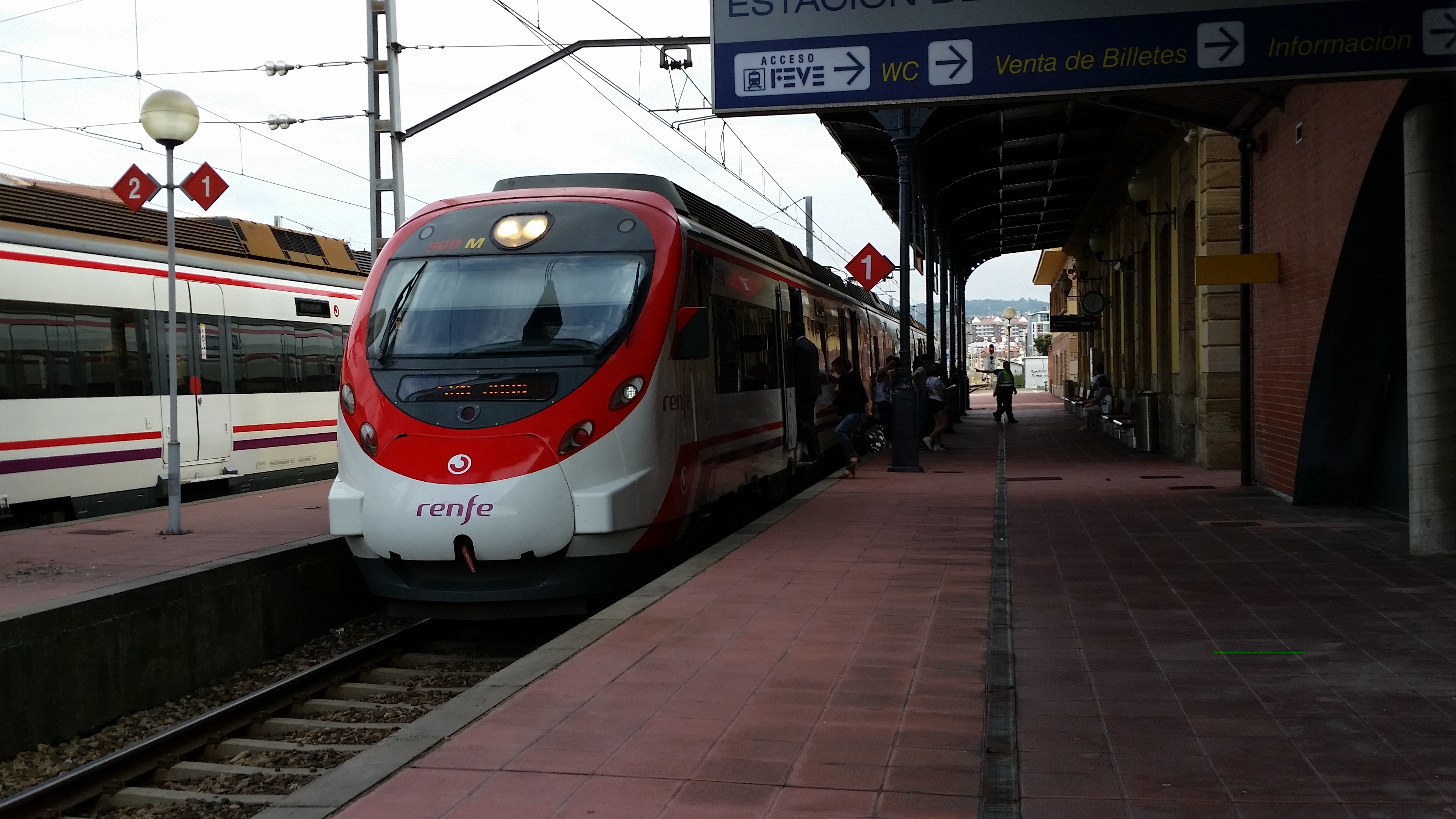
Un tren procedente de El Entrego (C-2) en la estación de Avilés (C-3).

### España
- En Asturias, algunos trenes de la línea C-2 pasan a ser C-3 en Oviedo.
- En 2024, Cercanías Madrid partió la línea Principe Pío-Aeropuerto en dos, las líneas C-1 y C-10, ya que la operación pasante propagaba los frecuentes retrasos del tramo Principe Pío-Chamartín al tramo Chamartín-Aeropuerto, lo cual restaba fiabilidad al servicio al aeródromo.[4]
- Hasta noviembre de 2018, la línea C-2 de Cercanías Madrid pasaba a ser la línea C-8 en la estación de Atocha. Hasta esta fecha, ambas líneas compartían el color verde oscuro representado en carteles y planos.
- En Murcia, uno de los trenes de Larga Distancia desde Valencia se convierte en tren de proximidad para proseguir hasta Cartagena.
- Anteriormente, FEVE ofrecía un servicio regional exprés Ferrol-Bilbao que transcurría por las líneas R1, R2 y R3 en un día.
- El servicio del Transcantábrico comienza en vías de ETS y termina en vías de Adif.
- Los trenes de ancho variable transcurren por vías de Adif y Adif AV.

## Transporte en autobús
Existen servicios de autobús que recorren una ruta y al terminar cambian el número de ruta, permitiendo que los pasajeros permanezcan a bordo. Estos servicios se pueden clasificar como pasantes.